# Les Chroniques de la tour
Pour les articles homonymes, voir La Vallée des loups (homonymie).
Les Chroniques de la tour (titre original : Crónicas de la Torre) est une saga fantasy de Laura Gallego García, en français aux éditions Baam !.
Elle se divise en trois tomes : La Vallée des loups, La Malédiction du maître, L'Appel des morts, plus un prélude, L'Elfe Fenris.

## Résumé de la saga
Enfant étrange et renfermée d'une petite ferme et exclue des groupes d'enfants, Dana ne sait pas ce qui l’attend quand elle devient l’élève du Maître de la Tour. Aux côtés de son ami Kai que seul elle peut voir et entendre, elle va apprendre à maîtriser ses nouveaux pouvoirs et tenter de mettre un terme à la malédiction qui pèse sur la vallée des loups.

## Livres

### La Vallée des loups
La Vallée des loups (titre original : El Valle de los Lobos) est le premier tome de la série, publié en 2000 en langue originale et en novembre 2001 en français.

### La Malédiction du maître
La Malédiction du maître (titre original : La maldicion del maestro) est le deuxième tome de la série, publié en 2002 en espagnol puis en 2008 en français.

### L'Appel des morts
L'Appel des morts (titre original : La Llamada de los muertos) est le troisième tome de la série, publié en 2003 en français.

### L'Elfe Fenris
L'Elfe Fenris (titre original : Fenris el elfo) est le prélude de la série, publié en 2004 en langue espagnole puis en 2009 en français.

## Personnages principaux
- Le maître
- Dana
- Kai
- Fenris
- Maritta
- Salamandre
- Jonas
- Conrad
- Nawin
- Shi Mae
- Morderek
- Tina
- Saevin
- Iris
- Aonia